# Armani
Ђорђо Армани је италијанска компанија специјализована за производњу и промет одеће и разних додатака.

## Историја
Компанију су у Милану 24. јула 1975. основали Ђорђо Армани и Серђо Галеоти. Неколико месеци касније, објављена је прва прет-а-портер колекција (пролеће/лето 1976.), која је демонстрирана у хотелу Плаза у Милану. Године 1978. склопљен је уговор о лиценцирању са Тектиле Финансиал Гроуп, захваљујући којем је компанија купила и претворила у своје седиште палату из 17. века у Милану, у којој је био и изложбени салон и резиденција Ђорђа Арманија. Следеће године је основана филијала у Сједињеним америчким државама, Гиоргио Армани Корпоратион. До краја 1970-их, Ђорђо Армани је постао једна од водећих модних кућа у свету.
Почетком 1980-их лансирани су нови брендови, укључујући Мани, Армани Јуниор, Армани и Емпорио Армани, отворене су брендиране продавнице у Милану, а лансиране су и линије доњег веша и купаћих костима. Компанија је почела да сарађује са звездама шоу-бизниса за рекламирање, посебно, испоручујући гардеробу за филмове као што су Американ Жиголо (1980), Батман (1989), Пулп Фикшн и Хауте Коутуре (оба 1994), као и за ТВ серију Мајами Вице и турнеје популарних музичара. Дизајнерске фармерке су заузеле важно место у производном асортиману компаније 1980-их. Л'Ореал је почео да производи Гиоргио Армани парфеме по лиценци, а Лукоттица је почела да производи наочаре.
Године 1985. Серђо Галеоти је умро, а Ђорђо Армани је постао једини власник компаније. Године 1987. у Јапану је основано Гиоргио Армани Јапан, заједничко предузеће са Итоку Цорпоратион. Крајем 1980-их отворен је први ресторан Емпорио Армани Екпресс (у Лондону) и почео је да излази часопис Емпорио Армани. Током овог периода, компанија је такође одбила неколико понуда за спајање са другим модним кућама и почела да купује уделе у добављачима, укључујући Антинеа, која је производила женску одећу, и Интаи, која је производила кравате. Приход компаније за 1990. био је 306 милиона долара, од чега је више од половине дошло од продаје преко сопствене малопродајне мреже.  
1991. отворена је прва Армани Ексчејџ продавница у Њујорку; следеће године отворено је више од две десетине робних кућа у Сједињеним Државама. Ову јефтину линију одеће развила је по лиценци италијанска компанија Симинт; све у свему, није испунио очекивања и био је неисплатив. 1996. године на Менхетну је отворена водећа продавница Гиоргио Армани са четири спрата. Следеће године отворене су прве продавнице под именом Колезиони Гиоргио Армани у Милану, Лондону и Токију. Такође 1997. године почела је производња сатова. У Милану је 2000. године отворен тржни центар Армани/Виа Манзони 31. Такође те године, лансиране су линије Гиоргио Армани Косметицс и Армани Цаза за дом. Приход компаније за 2000. први пут је премашио милијарду евра.
2005. године, Армани Хотелс је створен у партнерству са Емар Пропертиес; 2010. године отворила је хотел у Дубаију, 2011. - у Милану, 2022. - у Ријаду.
Ђорђо Армани је 2018. смањио број својих брендова и реструктурирао мрежу продавница. Ову одлуку донео је менаџмент компаније у условима пада прихода од 5% у 2016. години на 2,51 милијарду евра. Компанија је оставила само три линије уместо седам. Сам Ђорђо Армани ће укључити све луксузне производе (ово ће укључити, посебно, Гиоргио Армани Приве и Армани / Цаса), Емпорио Армани ће представљати сегмент средње цене (од сада ће се под овим брендом производити и Армани Цоллезиони и Армани Јеанс), а Армани Екцханге ће заузети нишу „буџета“.